# NGC 5778
NGC 5778 је елиптична галаксија у сазвежђу Волар која се налази на NGC листи објеката дубоког неба.
Деклинација објекта је + 18° 38' 34" а ректасцензија 14h 54m 31,4s. Привидна величина (магнитуда) објекта NGC 5778 износи 14,3 а фотографска магнитуда 15,3. NGC 5778 је још познат и под ознакама UGC 9590, MCG 3-38-50, DRCG 31-35, VV 766, NPM1G +18.0429, CGCG 105-66, PGC 53279.